# 京塚
京塚（きょうつか）とは、宮崎県宮崎市内の地名。大淀地域自治区に属している。住居表示を行う京塚1丁目と京塚2丁目、住居表示を行わない京塚町で構成される。郵便番号は京塚が880-0937、京塚町は880-0938。

## 地理
宮崎市の大淀地域自治区に属する。宮崎県道9号宮崎西環状線を境に北は住居表示を行う京塚1丁目・2丁目が設置され、南は住居表示を行わない京塚町が置かれた。
北を天満町、西を大坪東、南を大字恒久、南西を大坪町尾崎、東を天満と接する。

## 地名の由来
経塚の経の字が京に変わったものとされる。経塚は経文や経筒を埋めた塚、またはそういう伝承のある塚をいう。

## 世帯数と人口
2022年（令和4年）11月1日現在の世帯数と人口は以下の通りである。
| 町丁      | 世帯数  | 人口  |
| --------- | ------- | ----- |
| 京塚1丁目 | 201世帯 | 391人 |
| 京塚2丁目 | 68世帯  | 127人 |
| 京塚町    | 125世帯 | 208人 |

## 小・中学校の学区
市立小・中学校に通う場合、学区は以下の通りとなる。
| 町名         | 小学校             | 中学校             |
| ------------ | ------------------ | ------------------ |
| 京塚・京塚町 | 宮崎市立大淀小学校 | 宮崎市立大淀中学校 |

## 交通

### バス
宮交グループの運営するバスが営業している。

### 道路
- 宮崎県道9号宮崎西環状線

## 施設
- 霧島神社